# Wszystko o mojej matce
Wszystko o mojej matce (hiszp. Todo sobre mi madre, ang. All About My Mother) – dramat filmowy produkcji hiszpańsko-francuskiej z 1999 roku w reżyserii Pedra Almodóvara, na podstawie własnego scenariusza. Zdjęcia kręcono w Barcelonie i Madrycie.

## Fabuła
Główna bohaterka filmu, Manuela (Cecilia Roth) jest samotną matką Estebana. Pewnego wieczoru Manuela i Esteban biorą udział w przedstawieniu Tramwaj zwany pożądaniem; po przedstawieniu Esteban zostaje potrącony i zabity przez przejeżdżającego kierowcę, gdy wybiega na ulicę, aby zdobyć autograf od Humy Rojo, która grała Blanche. Zdruzgotana Manuela przeprowadza się do Barcelony w nadziei na odnalezienie byłego męża (i ojca Estebana), który przeprowadza operacje korekty płci. Manuela ponownie spotyka dawną przyjaciółkę La Agrado, transseksualistkę, i zostaje przedstawiona siostrze Rosie, zakonnicy o dobrym sercu, która musi zmagać się ze swoją znacznie bardziej cyniczną matką. Szukając pracy, Manuela poznaje Humę Rojo. Huma, z drugiej strony, ma własne problemy, związane z partnerką uzależnioną od narkotyków.

## Obsada
Źródło: All Movie Guide
- Manuela – Cecilia Roth
- Huma Rojo – Marisa Paredes
- Siostra Rosa – Penélope Cruz
- Nina – Candela Peña
- Agrado – Antonia San Juan
- Lola – Toni Cantó
- Esteban – Eloy Azorín
- Matka Rosy – Rosa María Sardà
- Ojciec Rosy – Fernando Fernán Gómez
- Lekarz – Fernando Guillen

## Nagrody
| Rok  | Festiwal/instytucja                                | Nagroda                                                     | Nominowani                               | Wynik      |
| ---- | -------------------------------------------------- | ----------------------------------------------------------- | ---------------------------------------- | ---------- |
| 1999 | Festiwal Filmowy w Cannes                          | Nagroda za najlepszą reżyserię                              | Pedro Almodóvar                          | Wygrana    |
| 1999 |                                                    | Nagroda Jury Ekumenicznego                                  | Pedro Almodóvar                          | Wygrana    |
| 1999 | Amerykańska Akademia Wiedzy i Sztuki Filmowej      | Oscar za najlepszy film nieanglojęzyczny                    | Pedro Almodóvar                          | Wygrana    |
| 1999 | Międzynarodowy Festiwal Filmowy w San Sabastián    | Nagroda FIPRESCI                                            | Pedro Almodóvar                          | Wygrana    |
| 1999 | „Village Voice”                                    | Plebiscyt na najlepszy film                                 | Pedro Almodóvar                          | 3. miejsce |
| 1999 | National Board of Review                           | Najlepszy zagraniczny film fabularny                        | Pedro Almodóvar                          | Wygrana    |
| 1999 | New York Film Critics Circle Awards                | Najlepszy film zagraniczny                                  | Pedro Almodóvar                          | Wygrana    |
| 1999 | Los Angeles Film Critics Association Awards        | Najlepszy film zagraniczny                                  | Pedro Almodóvar                          | Wygrana    |
| 1999 | Europejskie Nagrody Filmowe                        | Europejska Nagroda Filmowa dla najlepszej aktorki           | Cecilia Roth                             | Wygrana    |
| 1999 | Europejskie Nagrody Filmowe                        | Europejska Nagroda Filmowa dla najlepszego filmu            | Pedro Almodóvar                          | Wygrana    |
| 1999 | Europejskie Nagrody Filmowe                        | Nagroda publiczności dla najlepszego europejskiego reżysera | Pedro Almodóvar                          | Wygrana    |
| 1999 | Toronto Film Critics Association Awards            | Najlepsza aktorka                                           | Cecilia Roth                             | Nominacja  |
| 1999 | British Independent Film Awards                    | Najlepszy zagraniczny film niezależny                       | Pedro Almodóvar                          | Wygrana    |
| 1999 | Boston Society of Film Critics Awards              | Najlepszy film zagraniczny                                  | Pedro Almodóvar                          | Wygrana    |
| 2000 | Brytyjska Akademia Sztuk Filmowych i Telewizyjnych | Nagroda im. Davida Leana za reżyserię                       | Pedro Almodóvar                          | Wygrana    |
| 2000 | Brytyjska Akademia Sztuk Filmowych i Telewizyjnych | Najlepszy scenariusz                                        | Pedro Almodóvar                          | Nominacja  |
| 2000 | Brytyjska Akademia Sztuk Filmowych i Telewizyjnych | Najlepszy film nieanglojęzyczny                             | Pedro Almodóvar                          | Wygrana    |
| 2000 | Francuska Akademia Sztuki i Techniki Filmowej      | Najlepszy film zagraniczny                                  | Pedro Almodóvar                          | Wygrana    |
| 2000 | Hollywoodzkie Stowarzyszenie Prasy Zagranicznej    | Złoty Glob za najlepszy film zagraniczny                    | Pedro Almodóvar                          | Wygrana    |
| 2000 | London Critics Circle Film Awards                  | Najlepszy film zagraniczny                                  | Pedro Almodóvar                          | Wygrana    |
| 2000 | National Society of Film Critics Awards            | Najlepszy film zagraniczny                                  | Pedro Almodóvar                          | 3. miejsce |
| 2000 | Chicago Film Critics Association Awards            | Najlepszy film zagraniczny                                  | Pedro Almodóvar                          | Wygrana    |
| 2000 | David di Donatello                                 | Najlepszy film zagraniczny                                  | Pedro Almodóvar                          | Wygrana    |
| 2000 | Bodil                                              | Najlepszy film nieamerykański                               | Pedro Almodóvar                          | Wygrana    |
| 2000 | Hiszpańska Akademia Sztuki Filmowej                | Goya za najlepszy dźwięk                                    | Miguel Rejas José Bermúdez Diego Garrido | Wygrana    |
| 2000 | Hiszpańska Akademia Sztuki Filmowej                | Goya dla najlepszego filmu                                  | Pedro Almodóvar                          | Wygrana    |
| 2000 | Hiszpańska Akademia Sztuki Filmowej                | Goya dla najlepszego reżysera                               | Pedro Almodóvar                          | Wygrana    |
| 2000 | Hiszpańska Akademia Sztuki Filmowej                | Goya dla najlepszej aktorki                                 | Antonia San Juan                         | Wygrana    |
| 2000 | Hiszpańska Akademia Sztuki Filmowej                | Goya za najlepszą muzykę                                    | Alberto Iglesias                         | Wygrana    |
| 2000 | Hiszpańska Akademia Sztuki Filmowej                | Goya dla najlepszego producenta                             | Esther García                            | Wygrana    |
| 2000 | Hiszpańska Akademia Sztuki Filmowej                | Goya za najlepszy montaż                                    | José Salcedo                             | Wygrana    |
| 2000 | Hiszpańska Akademia Sztuki Filmowej                | Goya za najlepsze kostiumy                                  | Bina Daigeler José María de Cossío       | Nominacja  |
| 2000 | Hiszpańska Akademia Sztuki Filmowej                | Goya dla najlepszej aktorki drugoplanowej                   | Candela Peña                             | Nominacja  |
| 2000 | Hiszpańska Akademia Sztuki Filmowej                | Goya za najlepszą charakteryzację                           | Juan Pedro Hernández Jean-Jacques Puchu  | Nominacja  |
| 2000 | Hiszpańska Akademia Sztuki Filmowej                | Goya dla najlepszej debiutującej aktorki                    | Antonia San Juan                         | Nominacja  |
| 2000 | Hiszpańska Akademia Sztuki Filmowej                | Goya za najlepszy scenariusz                                | Pedro Almodóvar                          | Nominacja  |
| 2000 | Hiszpańska Akademia Sztuki Filmowej                | Goya za najlepsze zdjęcia                                   | Affonso Beato                            | Nominacja  |
| 2001 | Film Critics Circle of Australia Awards            | Najlepszy film zagraniczny                                  | Pedro Almodóvar                          | Wygrana    |